# Ugróvillások
Az ugróvillások (Collembola) a hatlábúak (Hexapoda) altörzsébe tartozó alosztály, az ízeltlábúak legnagyobb egyedszámú osztálya (illetve alosztálya). 2011-ben egyes szerzők szerint mintegy 3500, mások szerint 7500 fajuk ismeretes.

## Származásuk, rendszertani helyzetük
A legősibb szárazföldi állatok közé tartoznak; devon vörös homokkőből 400 millió éves fosszíliáik kerültek elő. „Élő fosszíliáknak” is nevezik őket, mivel testfelépítésük a devon időszak óta lényegében nem változott.
A hatlábúak azon három rendjének egyike, amelyeket nem sorolnak többé a rovarok közé. A másik kettő az előrovarok (Protura) és a Diplura. A három rendet gyakran az Entognatha osztályba sorolják szájszerveik belső elrendeződése miatt, bár nem állnak közelebbi rokonságban egymással, mint a rovarokkal.
Egyes DNS vizsgálatok azt sugallják, hogy az ugróvillások az egyéb hatlábúaktól elkülönült fejlődési irányt képviselnek, mások ezt nem támasztják alá. Ez annak tudható be, hogy az ízeltlábúak molekuláris evolúciója nagyon szerteágazó. 
A hagyományos rendszerezésben az ugróvillásokat a rovarok osztályának egy rendjeként tartották számon. Ha a filogenetikus osztályozás szerint az Entognatha osztályhoz soroljuk, akkor alosztály, ha az ízeltlábúak alapi csoportjának tekintjük, akkor osztály.
Különlegességük, hogy az ivarérettség elérése után is vedlenek. Fejlődésük kifejlés: epimorfózis, monometabólia.

## Előfordulásuk
Az egész Földön elterjedtek. Magyarországon mintegy kétszáz fajukat mutatták ki.[forrás?]
Néhány jellegzetes fajuk:
- vízi ugróvillás (Podura aquatica)
- hossúcsápú ugróka (Tomocerus plumbeus)
- békalence ugróka (Sminthurides aquaticus)
- sárga villásgömböc ugróka Bourletilla lutea)

## Megjelenésük, felépítésük
0,2–9 mm hosszúak, szárnyatlanok, 3 pár lábbal. A tor 3, a potroh leggyakrabban 6 szelvényű.

### Fej
Fejükön egy pár szemük van és csápok. A csápok mindig 4 ízűek, ízenként külön izomzattal. A legfeljebb 8 ommatidiumból álló összetett szemek a csápok tövében nőnek — sok fajuk teljesen vak. A nedvességet a higro-receptornak nevezett posztantennális szervükkel érzékelik. Szájszervük általában rágó.

## Tor
Toruk első szelvénye sokszor fejletlen. Elsődlegesen szárnyatlanok.

## Potroh
Fartoldalékuk (cercus) nincs.
Névadó speciális szervük az ugróvilla (furca). Ez a potroh 4. haslemezén ered, és nyugalmi helyzetben előrefelé a testhez simul, és a potroh harmadik szelvényén egy akasztóba (reticulum) illeszkedik. Amikor a negyedik szelvény erős izomzata összehúzódik, a villa hátrafelé kivágódik, amitől a test előrelendül. Egyes csoportok ugróvillája csökevényes vagy teljesen hiányzik.
Egyéb speciális szerveik is a potrohukon találhatók: az első szelvény ventrális oldalán egy ún. hasi tömlő (tubus) a harmadikon pedig a retinakulum (akasztó). Úgy vélik, a hasi tömlőnek a vízháztartás szabályozásában lehet szerepe.

## Rendszertani felosztásuk
Rendjeiket nagyrészt testalkatuk szerint különítik el. A huszadik század közepén még csak két rendjüket különböztették meg: a hengeres és a gömbölyded potrohúakat (Arthropleona, illetve Symphypleona) Utóbbi a 2020-as évwek rendszertanaiban változatlanul szerepel, aktuális magyar neve villásgömböcök. A hengeres potrohúak rendjét szétbontották, és még nem tisztázott, hogy két vagy három rendre-e.
1) Vízi ugróvillások (Poduromorpha) rendje: testük hosszúkás, előtoruk fejlett. Több fajuk vizes élőhelyeken tömegesen él; egyesek szélsőségesen hidegtűrők. Hat öregcsaládjukba összesen családot sorolnak:
- Neanuroidea öregcsalád 3 családdal:
  - Brachystomellidae
  - Neanuridae
  - Odontellidae
- Poduroidea öregcsalád egy családdal:
  - Poduridae
- Hypogastruroidea öregcsalád 3 családdal:
  - Hypogastruridae
  - Pachytullbergiidae
  - Paleotullbergiidae
- Gulgastruroidea öregcsalád egy családdal:
  - Gulgastruridae
- Onychiuroidea öregcsalád 2 családdal:
  - vak ugróvillások (Onychiuridae)
  - Tullbergiidae
- Isotogastruroidea öregcsalád egy családdal:
  - Isotogastruridae

2) Hosszúcsápú ugróvillások (Entomobryomorpha) rendje: testük hosszúkás, előtoruk redukált, a csápjaik hosszúak. Négy(?) öregcsaládjukba összesen családot sorolnak:
- Coenaletoidea öregcsalád egy családdal:
  - Coenaletidae
- Entomobryoidea öregcsalád 5 családdal:
  - Entomobryidae
  - Microfalculidae
  - Oncobryidae
  - Paronellidae
  - Praentomobryidae
- Isotomoidea öregcsalád 3 családdal:
  - Actaletidae
  - Isotomidae
  - Protentomobryidae
- Tomoceroidea (rendszertani helye kétséges) öregcsalád 2 családdal:
  - Oncopoduridae
  - Tomoceridae

3) Villásgömböcök (szelvényezetlen potrohúak, Symphypleona) rendje: szelvényezettségük elmosódott, potrohuk gömbölyű, általában növényzetlakók. Öt öregcsaládjukba összesen 10 családot sorolnak:
- Sminthurididoidea öregcsalád 2 családdal:
  - Mackenziellidae
  - Sminthurididae
- Katiannoidea öregcsalád 4 családdal:
  - Arrhopalitidae
  - Collophoridae
  - Katiannidae
  - Spinothecidae
- Sturmioidea öregcsalád egy családdal:
  - Sturmiidae
- Sminthuroidea öregcsalád 2 családdal:
  - Sminthuridae
  - Bourletiellidae
- Dicyrtomoidea öregcsalád egy családdal:
  - Dicyrtomidae

4) Neelipleona rend (rendszertani helye vitatott) egy családdal: Neelidae
Egyesek a vízi és a hosszúcsápú ugróvillásokat szelvényezett potrohúak (Arthropleona) néven közös rendbe vonják össze.

## Életmódjuk, élőhelyük
Elsősorban talaj- (2 m-ig) és avarlakók, de moha között, a fák kérge alatt, a hómezők és gleccserek tetején, a hangya- és termeszvárakban, a kövek alatt, barlangokban, sőt, szobanövényeken is élnek. Nagyon gyakran megtalálhatók a bomló szerves anyagokban. Nagy relatív páratartalomra van szükségük.
A talajlakók között talajban lakó (0–2 m, úgynevezett euedafikus) és a talaj felszínén, az avarban lakó (úgynevezett epedafikus) fajok egyaránt előfordulnak. Az euedafikus fajok általában fehérek és vakok, az epedafikusok sárgák, barnák vagy feketék.
A hidegre nem érzékenyek, de a melegre igen: ez elől lehúzódnak a talaj mélyebb szintjeibe. A szélsőségesen hidegtűrő fajok példája az Antarktiszon  honos Cryptopygus antarcticus. Hidegtűrésük részeként akár meg is fagyhatnak — aztán amikor felmelegszik a talaj, újra aktívvá válnak.
Táplálékuk vegyes:
- elsősorban gombahifák — ezért aztán termékenységük erősen függ a gombafonalak nitrogén-tartalmától,
- gyökerek, egyéb növényi részek, avar, alga, zuzmó,
- baktérium, nematoda,
- más ugróvillások vagy azok petéi.

Mindezzel alapvetően fontos szerepet játszanak a talaj képződésében:
- minden rothadó-korhadó anyagot fölfalnak a talajban és annak felszínén,
- jelentősen hozzájárulnak a humusz képződéséhez azzal is, hogy ürüléküket a mikroorganizmusok könnyebben alakítják át humusszá. 1 m² területen évente mintegy 180 g humuszt termelnek.
- Jól jelzik a talaj öregedését: a fizikai és kémiai laboratóriumi módszereknél jobban használhatóak a talaj fizikai és kémiai jellemzésére, mert az öreg talajoknak csak a legfelső rétegében fordulnak elő.

### Szaporodásuk
A hím spermatofórokat rak, és ezeket a nőstény felszedegeti. Epimorfózissal fejlődik — ez azt jelenti, hogy a kikelő ivadék testszelvényeinek száma megegyezik a felnőtt állatéval (imágóéval), amelyre külseje és életmódja is hasonlít. A felnőtt méretet fokozatosan, külön fejlődő, szelvényszerző szakaszok beiktatása nélkül éri el.